# Jordbävningen i Haiti 2010
Jordbävningen i Haiti 2010 var en jordbävning med magnituden 7,0 på momentmagnitudskalan (cirka 7,8 på richterskalan) med epicentrum beläget omkring 25 kilometer sydväst om huvudstaden Port-au-Prince i Haiti, klockan 16.53.10 lokal tid (22.53.10 CET) på tisdagen den 12 januari 2010. Jordbävningen betecknas som förhållandevis grund och skedde på ett djup av 13 kilometer. Efter huvudskalvet noterades ett stort antal efterskalv av vilka 52 hade en magnitud över 4,5. Det största efterskalvet med magnitud 6,0 skedde endast sju minuter efter huvudskalvet medan det näst kraftigaste med magnituden 5,9 inträffade först den 20 januari.
Uppgifterna om antalet dödsoffer och skadade varierar. Landets premiärminister Jean-Max Bellerive har angett 212 000 bekräftade dödsfall och omkring 300 000 skadade, något som skulle göra jordbävningen till en av de allvarligaste naturkatastroferna i modern tid. Dessa siffror anses av några källor som överdrivna. Den nederländska radiostationen Radio Netherlands Worldwide har rapporterat att antalet döda möjligen understiger 100 000. Den amerikanska myndigheten USAID genomförde en undersökning under januari 2011 där man kom fram till att mellan cirka 46 000 och 85 000 människor dog i jordbävningen.
Utöver detta bedöms många ha blivit hemlösa efter skalvet, och tidiga uppskattningar talade om att dessa skulle uppgått till cirka en miljon människor. Även detta ifrågasätts av senare undersökningar av USAID, där man bland annat funnit att de flesta av de som fortfarande bor i provisoriska tältområden faktiskt inte fick sina hus förstörda.

## Historisk bakgrund
Ön Hispaniola som delas mellan staterna Haiti och Dominikanska republiken är seismiskt aktiv och har en lång historia av kraftiga jordskalv. Skalvet 2010 var det kraftigaste i vad som nu är Haiti på över 200 år. Senaste gången en jordbävning uppmätte sådan styrka var vid två större skalv 1750 och 1770. Därtill drabbades grannlandet Dominikanska republiken av ett kraftigt skalv 1946 som då mätte 8,0 på richterskalan.

## Förödelse

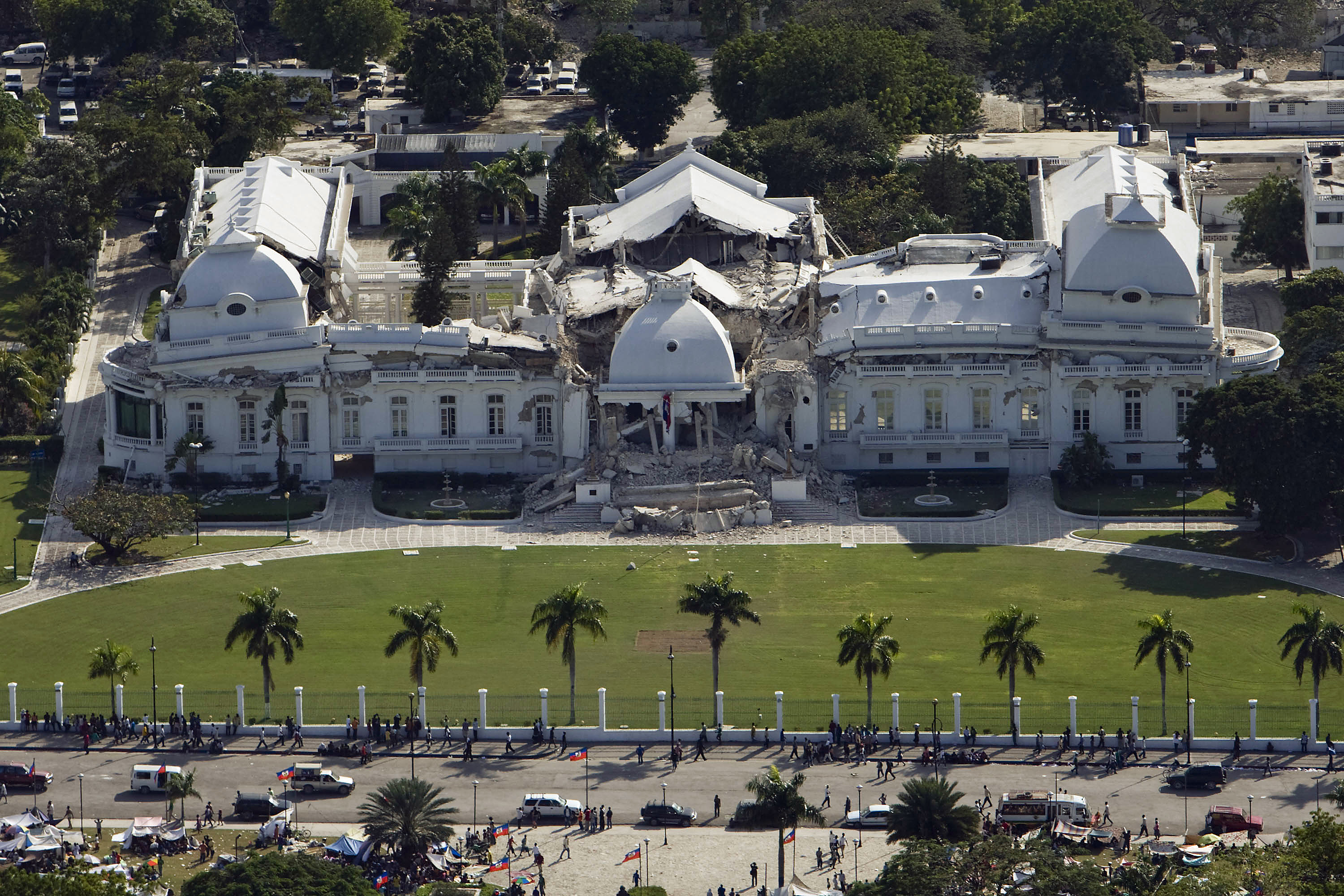
Presidentpalatset i Port-au-Prince efter jordbävningen.

Många av Port-au-Princes viktigaste landmärken skadades allvarligt eller raserades helt den av den kraftiga jordbävningen, inklusive presidentpalatset, parlamentet, katedralen och flera sjukhus. Skadorna blev större av att många byggnader var dåligt konstruerade eftersom landet är fattigt och saknar särskilda krav på byggkvalitet. Myndigheterna hade svårt att utföra sitt arbete då i princip alla deras byggnader var förstörda. FN:s generalsekreterare Ban Ki-moon sade att upp till 50 procent av byggnaderna i Port-au-Prince och andra drabbade områden är skadade. Dominikanska republiken förväntar en stor tillströmning av haitiska flyktingar.

## Räddningsarbetet

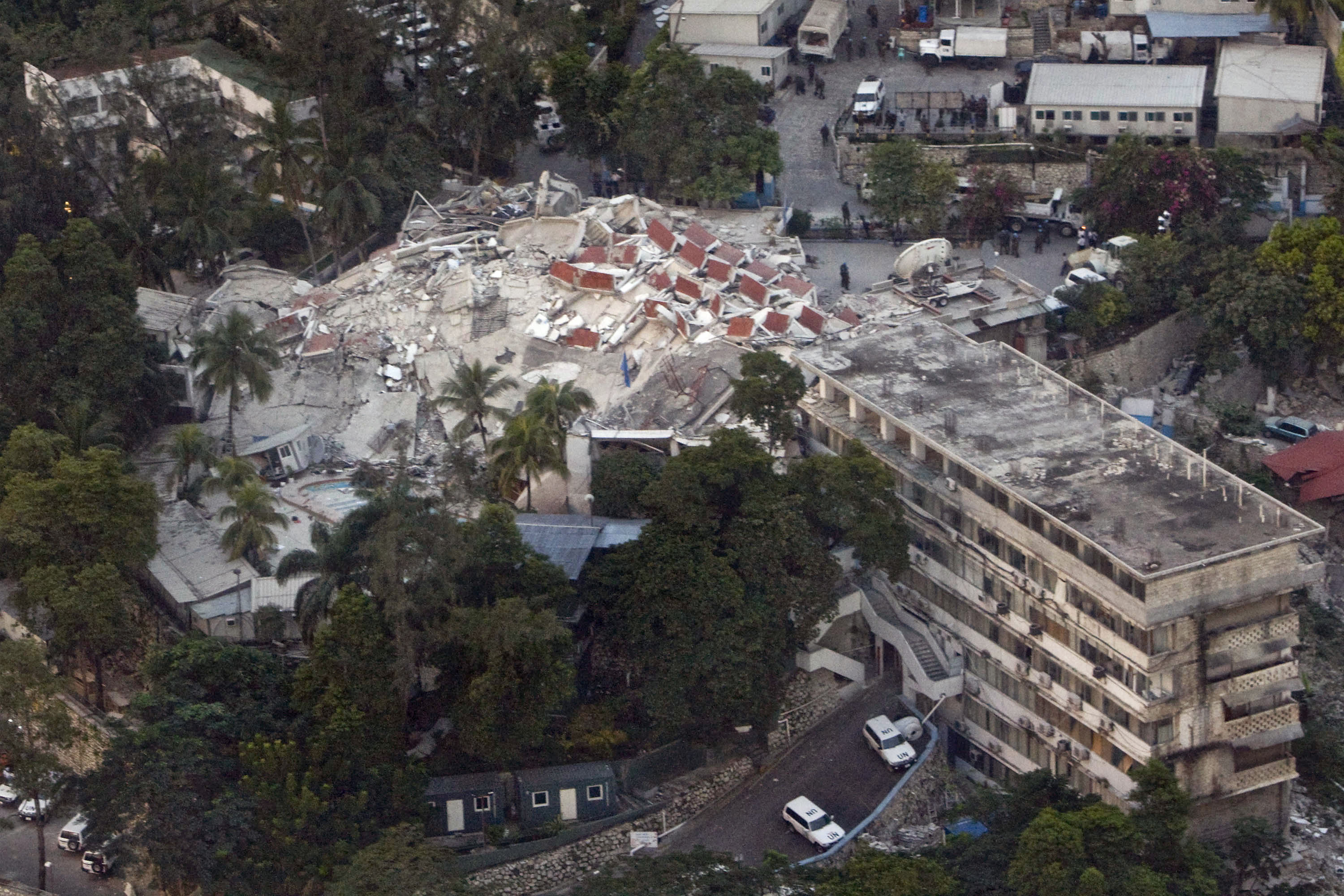
FN-högkvarteret i Port-au-Prince efter jordbävningen.

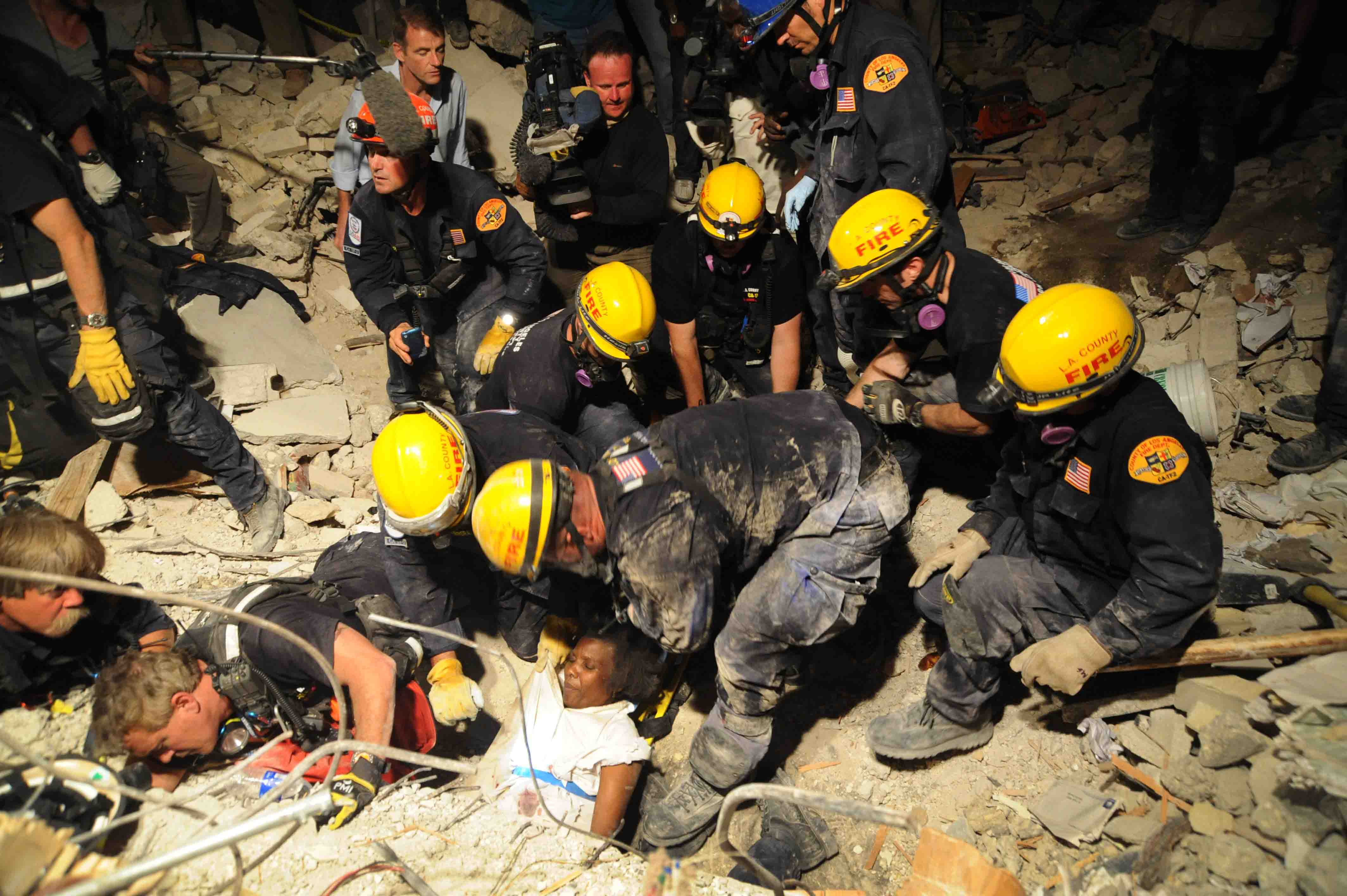
En kvinna grävs fram ur rasmassor flera dagar efter det första skalvet.

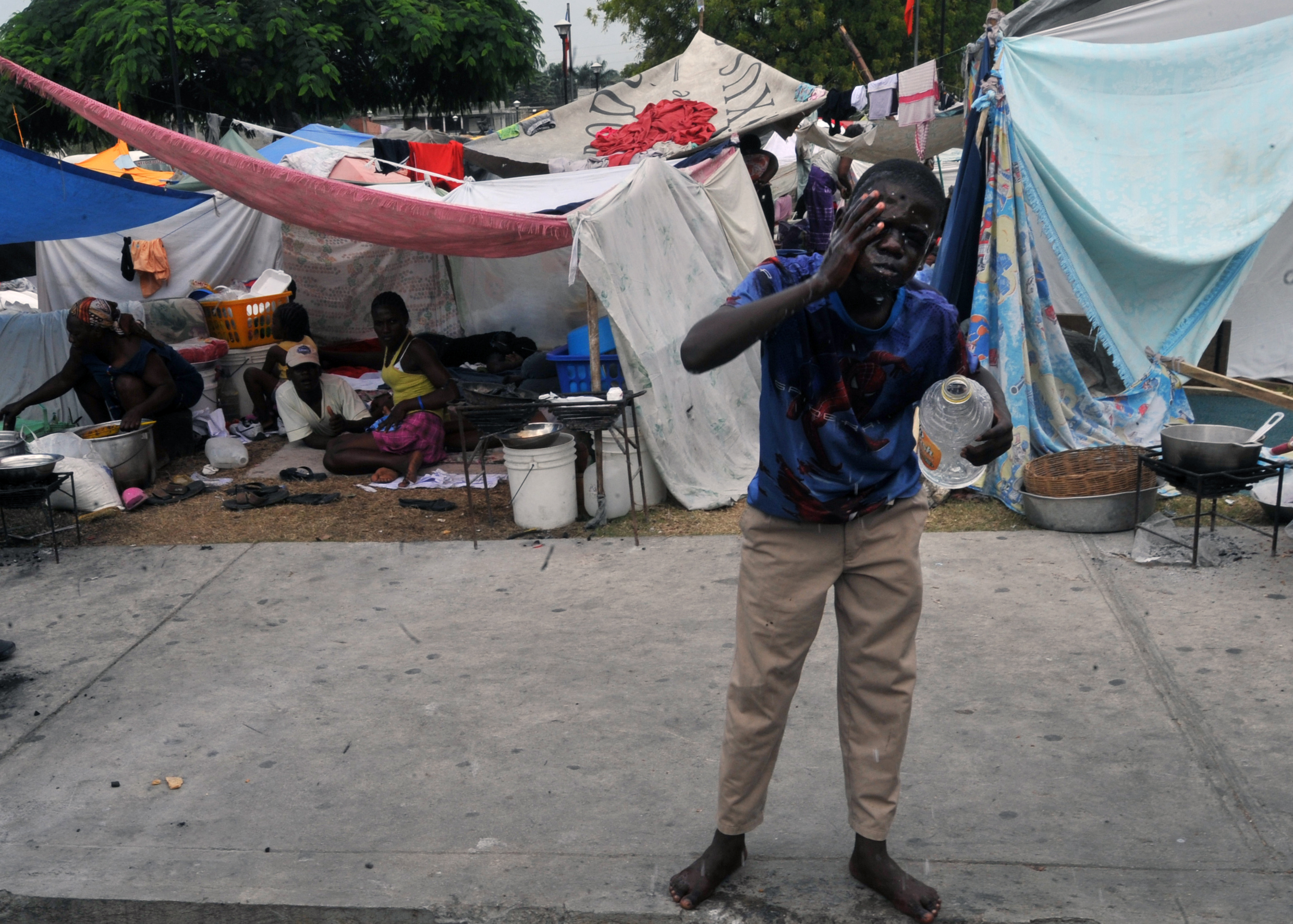
Personer vars hem har förstörts har uppfört tillfälliga tältbostäder.

Många stater och icke-statliga organisationer har skickat hjälp till det drabbade området. Först att skicka hjälp var grannlandet Dominikanska republiken, vilket bidragit till att lätta på de spänningar som funnits mellan länderna sedan 1800-talet. Dominikanska republikens sjukhus och flygplatser gjordes tillgängliga för de drabbade och för inkommande hjälp.
På förmiddagen 18 januari (svensk tid) hade det gått över fem dygn efter att den förödande jordbävningen ägde rum och fortfarande var osäkerheten stor över hur många som mist livet. Allt mer talar emellertid som nämndes ovan för att antalet dödsoffer är ca 200 000 människor. Enbart i staden Leogane, cirka två mil väster om huvudstaden Port-au-Prince beräknas 20 000–30 000 personer omkommit och 80–90 procent av bebyggelsen är förstörd.. Men man lyckades, trots att så lång tid gått ändå hitta överlevande i ruinerna.. Så sent som 22 januari, 10 dagar efter jordskalvet hittade man personer som mot alla odds överlevt under sammanstörtade hus.  Det officiella sökandet efter överlevande avslutades på morgonen den 23 januari.
Visserligen har omvärlden bistått det mycket fattiga Haiti med massiva hjälpinsatser men man har haft stora problem med att nå ut med hjälpen och desperationen bland de miljontals människor som är i behov av akut hjälp blir allt större. Det uppges råda en allvarlig brist på allt från dricksvatten till bedövningsmedel för operationer och tak över huvudet för alla hemlösa. Att hjälpinsatserna fungerar så dåligt anses bero på flera saker:
- Till att börja med är hjälpbehoven enorma och de haitiska myndigheterna har mer eller mindre upphört att fungera, vilket har lett till att oroligheter har brutit ut på flera platser.
- Huvudstaden Port-au-Princes relativt förskonade flygplats är för liten för att kunna hantera all nödhjälp som anländer, hjälpsändningarna fastnar och når inte ut.
- Infrastrukturen var redan innan jordbävningen underutvecklad och de befintliga vägarna har skadats mycket svårt. Vidare blev även hamnen i Port-au-Prince totalförstörd, vilket gör det omöjligt att leverera hjälpsändningar den vägen.
- 300 FN-anställda som befann sig i Haiti är saknade och förmodat döda vilket försvårar samordningen.

FN:s generalsekreterare Ban Ki-Moon, som anlände till Haiti den 17 januari, manade den allt mer frustrerade befolkningen att ha tålamod. FN och en rad andra biståndsorganisationer gör i nuläget allt man kan för att hjälpen ska nå fram. 

## Insamlingar
Ett stort antal nationer har utfäst löften om finansiellt stöd till Haiti, bland annat har EU lovat att bistå Haiti med 420 miljoner euro i katastrofbistånd. 
Stödgalan Hope for Haiti Now samsändes av ett stort antal TV-bolag runt om i världen för att samla in pengar till de drabbade. I Sverige gick flera dansbandsmusiker samman för att släppa stödsingeln Vi kan alla göra nåt.
Solidariska Studieolympiaden visade 2010 via sina sponsorer med de pengar som studeras ihop finansiera fyra skolor på Haiti, som har drabbats hårt av jordbävningen.

## Bilder

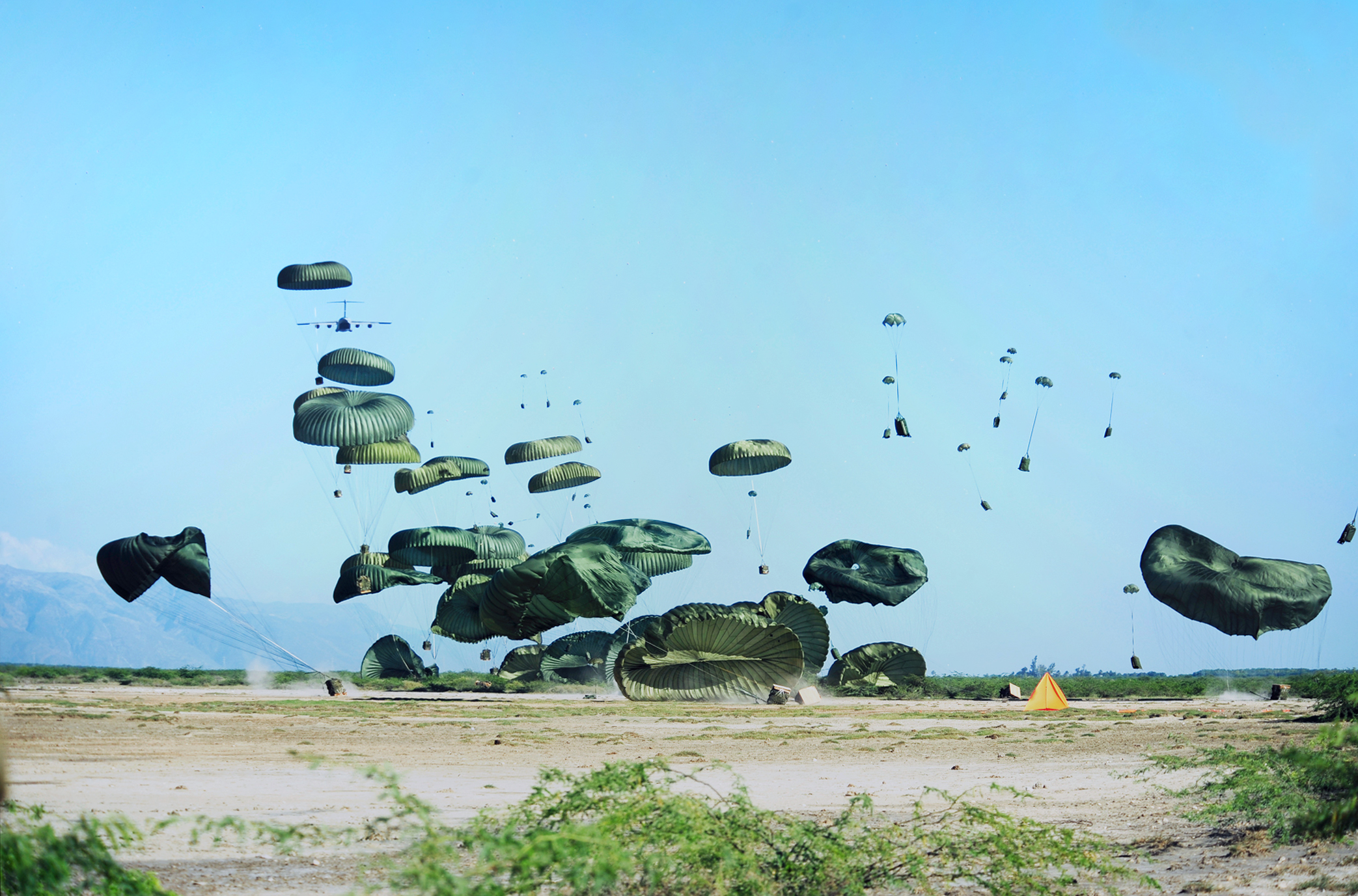
Fallskärmssläpp med förnödenheter
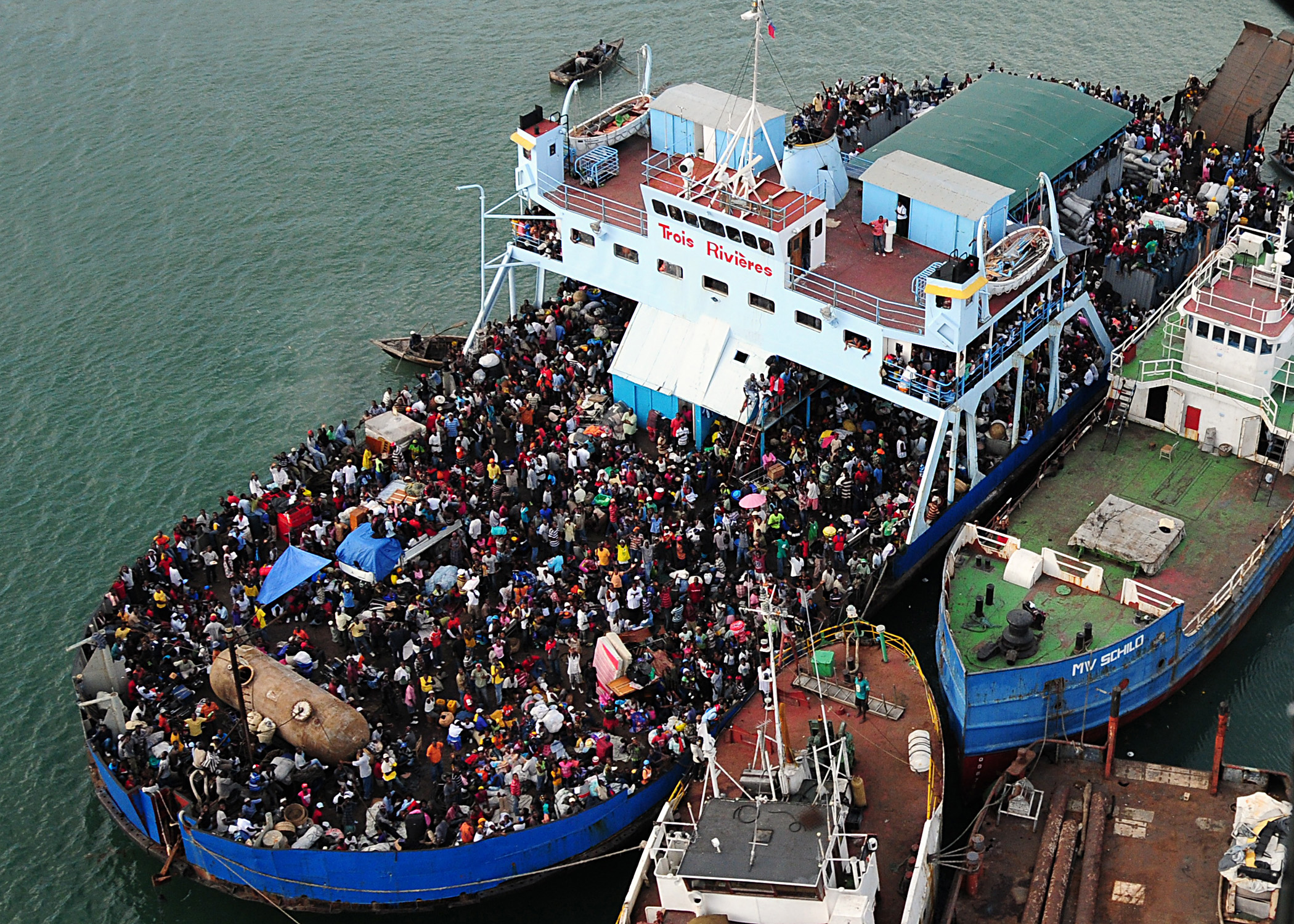
Myndigheterna skeppar bort hemlösa från huvudstaden
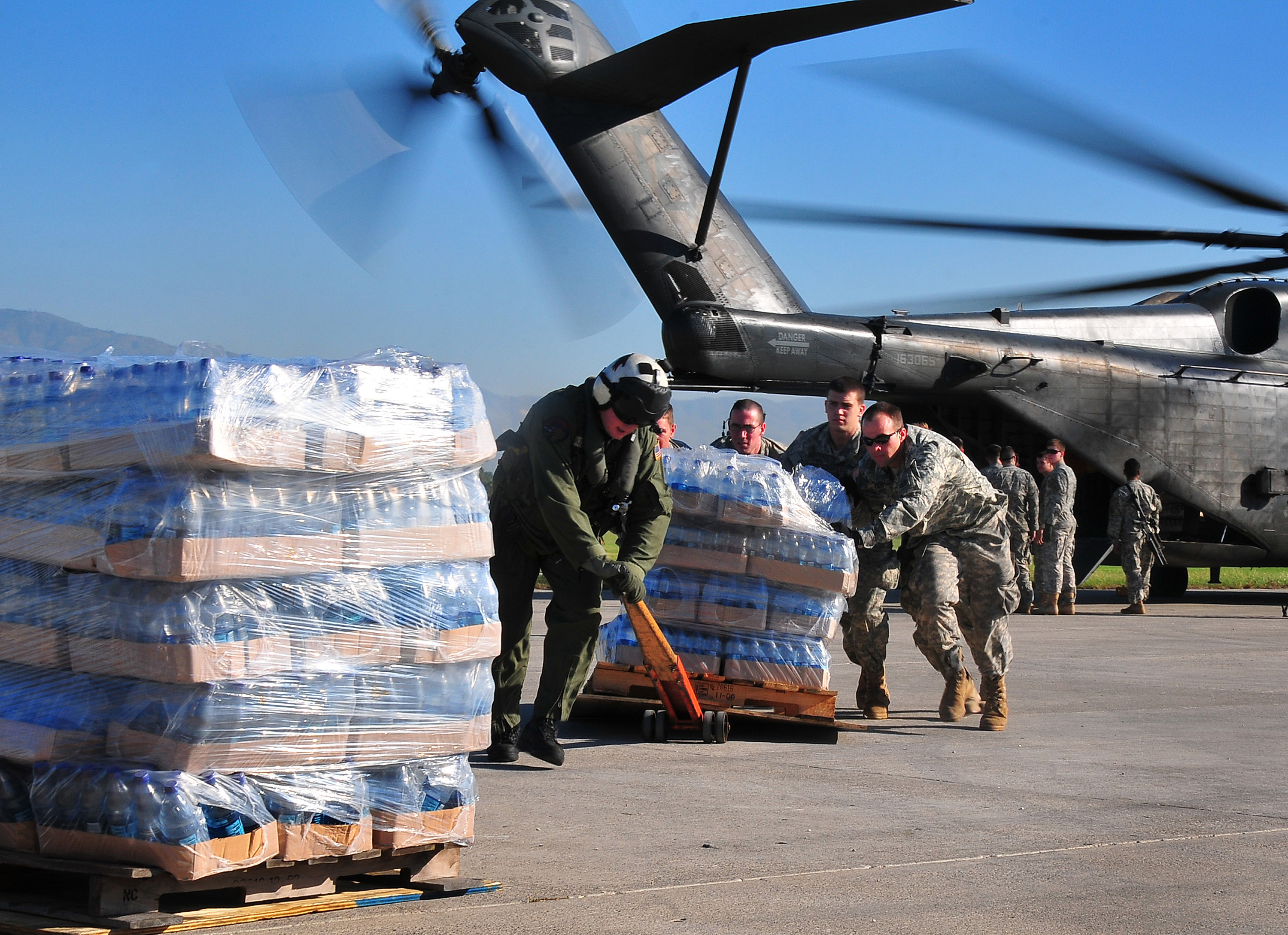
Amerikanska armén hjälper till att forsla in förnödenheter till landet
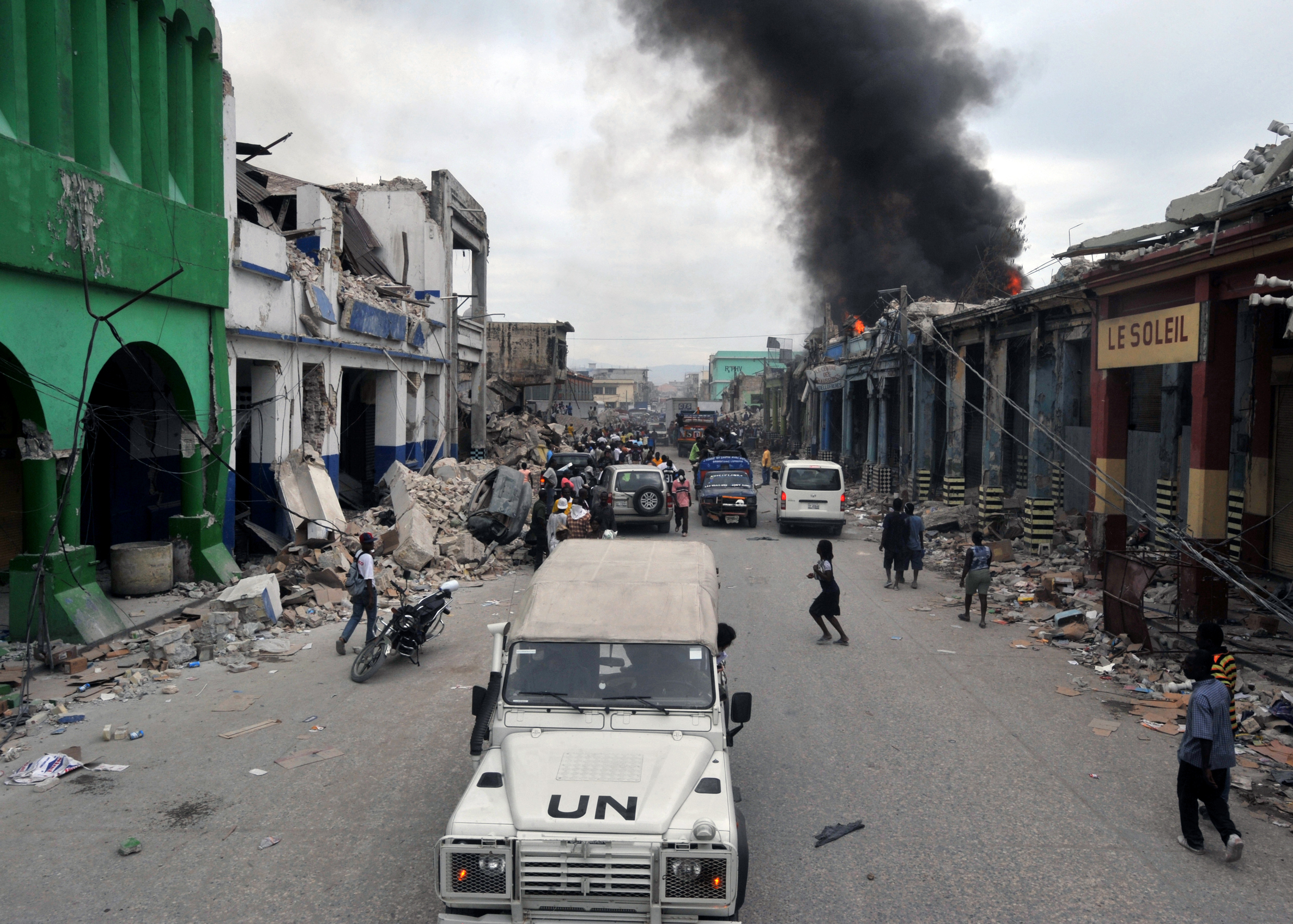
FN:s trupper patrullerar gatorna i Port-au-Prince
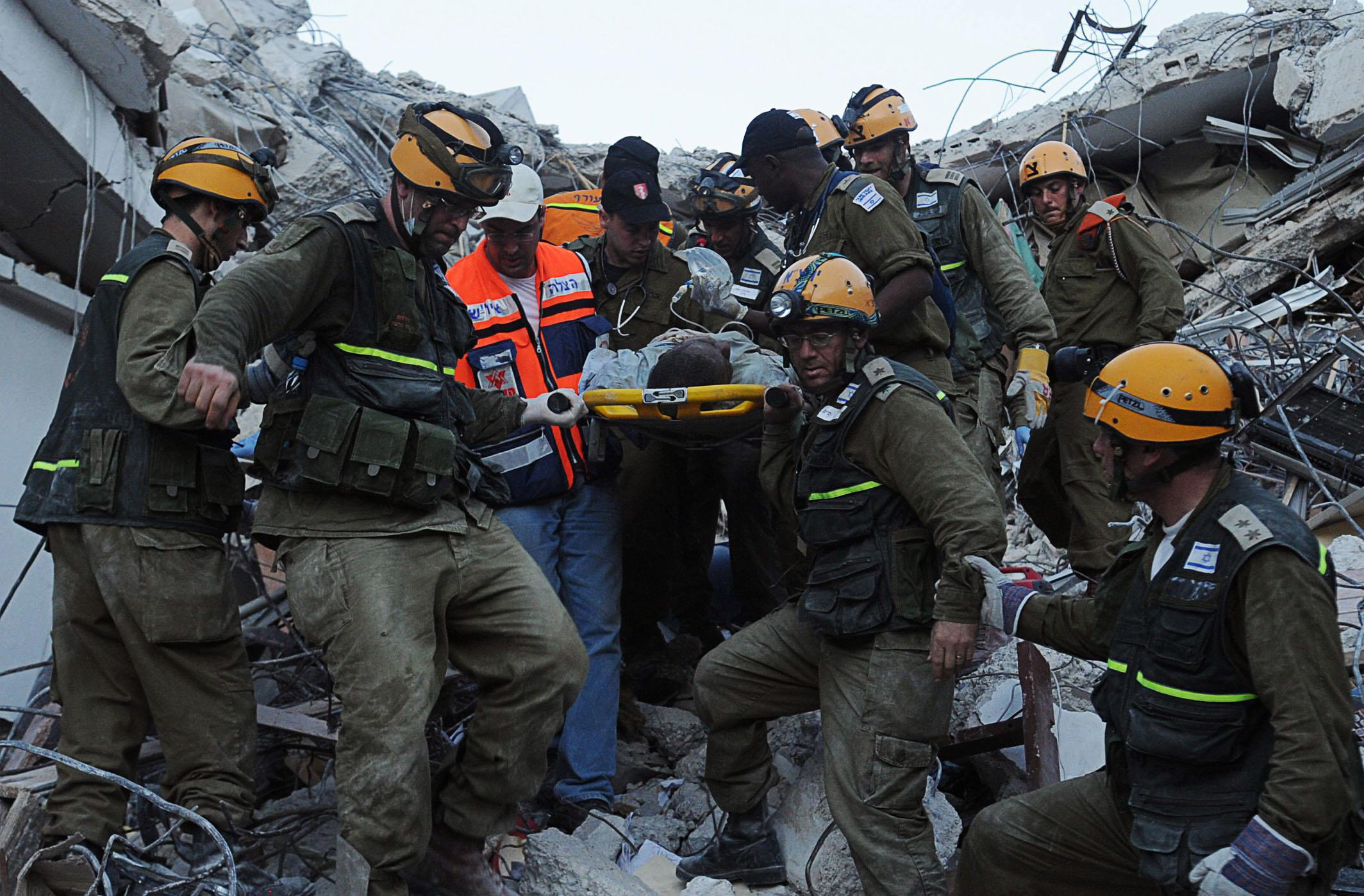
Israeliska trupper hjälper till att hitta skadade i ruinerna
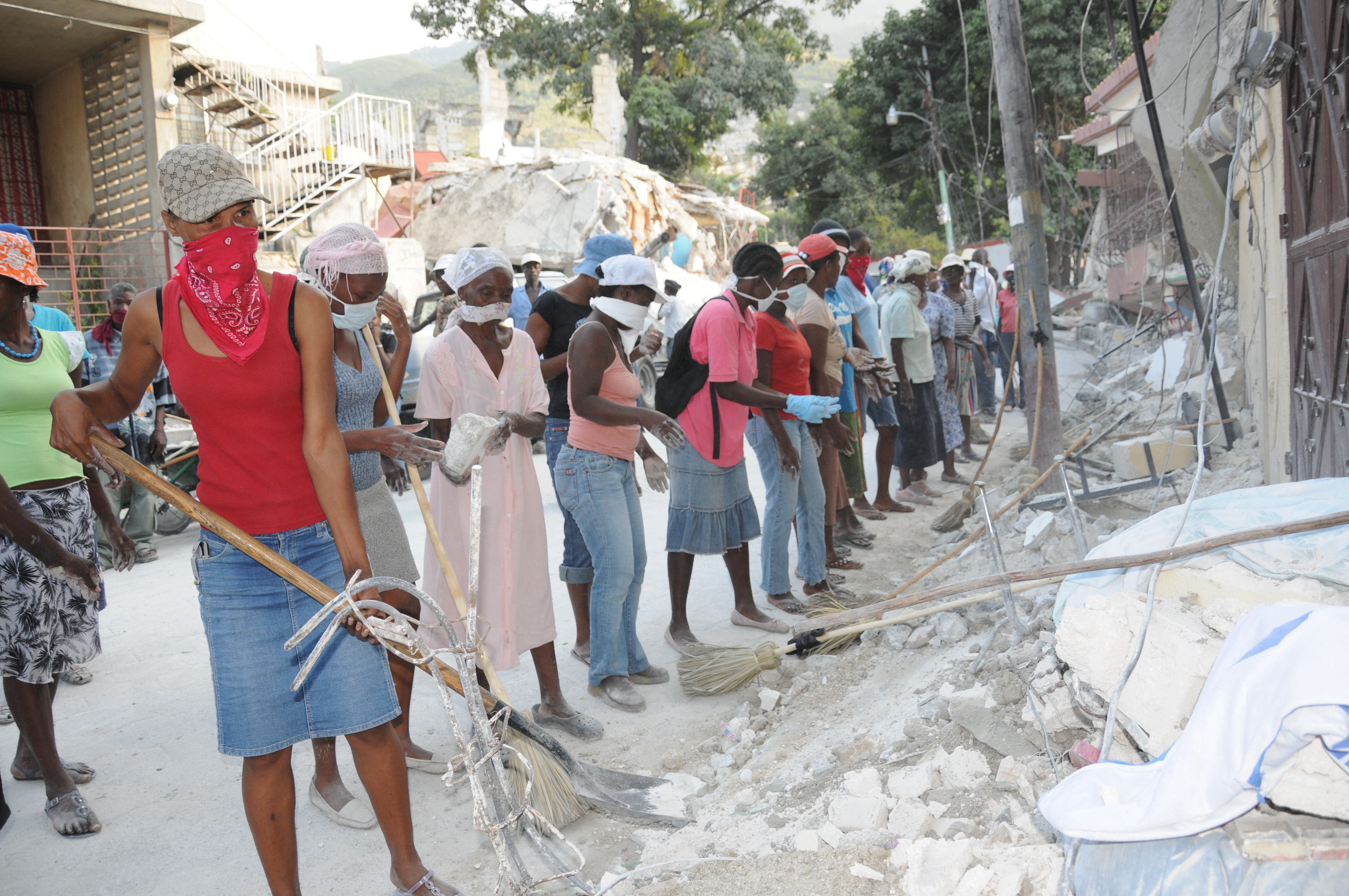
Det massiva uppbyggnadsprogrammet tar sin början